# 1910 en Lorraine
Chronologie de la Lorraine
- 1906
- 1907
- 1908
- 1909
- 1910
- 1911
- 1912
- 1913
- 1914

Cette page est une liste d'événements qui se sont produits durant l'année 1910 en Lorraine.

## Événements

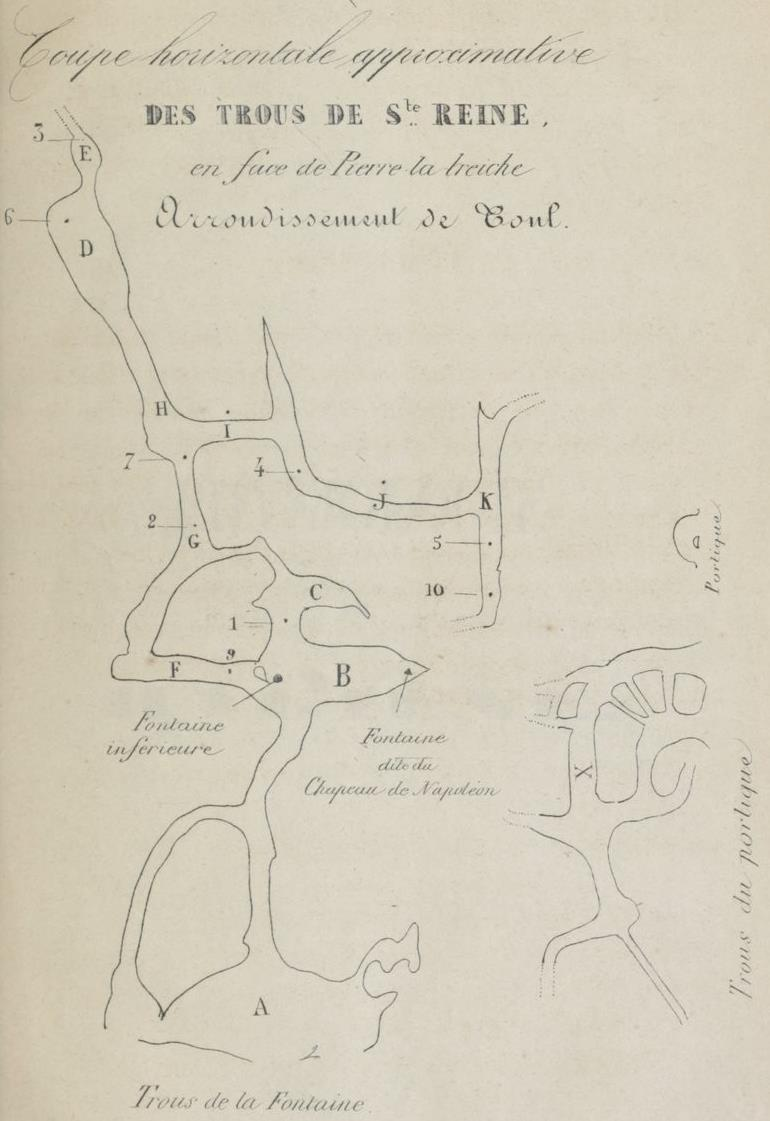
Plan de la grotte Sainte-Reine (Pierre-la-Treiche, France).

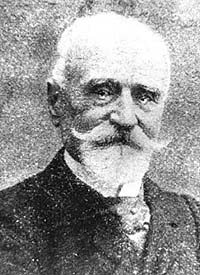
Jules Develle

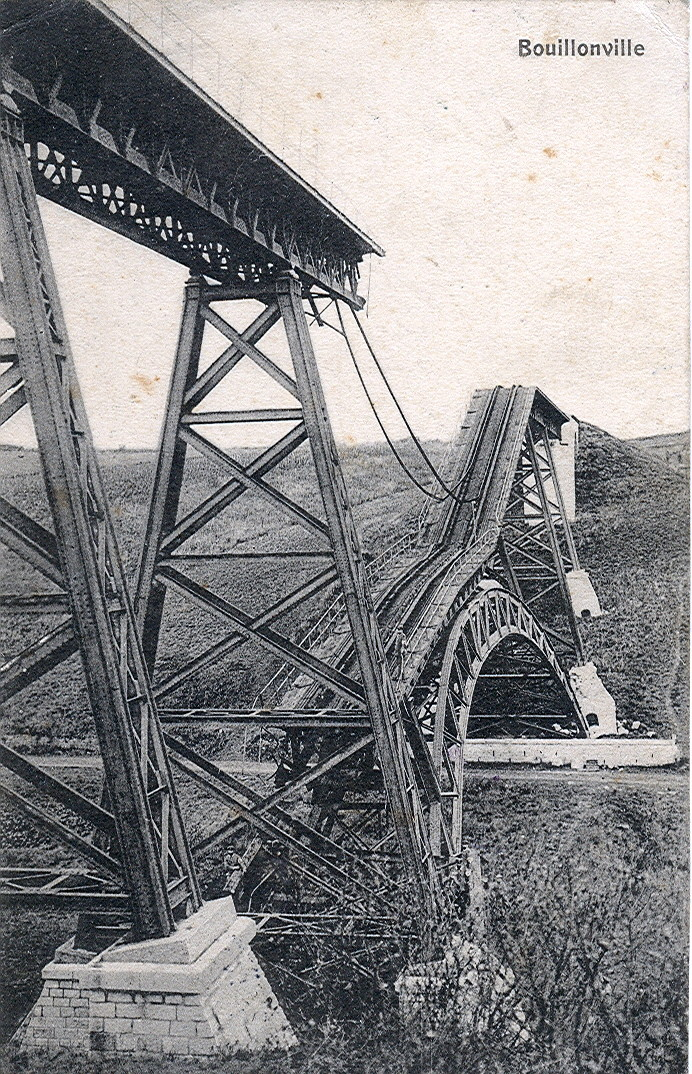
Viaduc de Bouillonville détruit pendant la Grande Guerre.

- Ouverture au public de la braserie excelsior à Nancy (Architectes : Alexandre Mienville et Lucien Weissenburger)[1].
- Ouverture au public de l'agence de la BNP de Nancy, construite par les architectes Paul Charbonnier et Emile André[2].
- Ouverture, de la Mine de Tucquegnieux, et de la Mine de Murville à  Mont-Bonvillers[3].
- Sont élus députés de Meurthe-et-Moselle : Émile Driant, dans la troisième circonscription de Nancy, sous l’étiquette de l’Action libérale; Georges Grandjean; Albert Lebrun; Louis Marin (homme politique); Fery de Ludre; Gustave Chapuis élu sénateur en 1911, remplacé par Albert Denis et Raoul Méquillet.
- Sont élus députés de la Meuse :  André Maginot; Auguste Grosdidier élu sénateur en 1913, remplacé par Albert Thiery; Albert Noël et Albert Lefébure.
- Sont élus députés des Vosges : Paul Cuny : candidat à Épinal contre le député sortant progressiste Camille Krantz, en tant que républicain démocrate, il est élu avec 58,75 % des suffrages exprimés. Il siège à la Chambre au groupe de la Gauche radicale; Abel Ferry, réélu; Maurice Flayelle, réélu  au premier tour; Camille Picard. Il siège sur les bancs radicaux; Constant Verlot; Henri Schmidt et Marc Mathis.
- Jules Develle est élu sénateur de la Meuse.
- Création de l' US Frontière, club de football nancéien ancêtre de l' ASNL, par Maurice de Vienne.
- Création de l'École nationale supérieure agronomique de Nancy (Actuelle École nationale supérieure d'agronomie et des industries alimentaires).
- Janvier : importantes inondations en Lorraine. Le quartier de la prairie à Tomblaine est particulièrement touché, les hauts-fourneaux de Pompey, inondés, sont à l'arrêt[4].
- 24 février : classement aux monuments historiques d'une partie de la Grotte Sainte-Reine. Cette cavité est connue au moins depuis le XVIIIe siècle, puisque le grand porche était occupé par un ermitage[5].
- 3 juillet : inauguration de la ligne de chemin de fer de Toul à Thiaucourt après 4 ans de travaux, dont un ouvrage exceptionnel : le viaduc de Bouillonville[4].
- 5 juillet : arrivée à Metz de la 2ème étape du Tour de France. Parti de Roubaix, François Faber remporte l'étape et prend la tête du classement général.
- 7 juillet : le tour de France part de Metz en direction de Belfort.
- 30 juillet : l'Abbaye des Prémontrés de Pont-à-Mousson fait l’objet d’un classement au titre des monuments historiques (église, grand escalier, bibliothèque, salles ouvrant sur le cloître, réfectoire et cloître) [6].
- 8 août : pour la première fois, un avion se pose à Lunéville[7].
- Août : la course aérienne "Le circuit de l'Est", qui se déroule du 7 au 17 août fait escale à Nancy[8].

## Inscriptions ou classements aux titre des monuments historiques

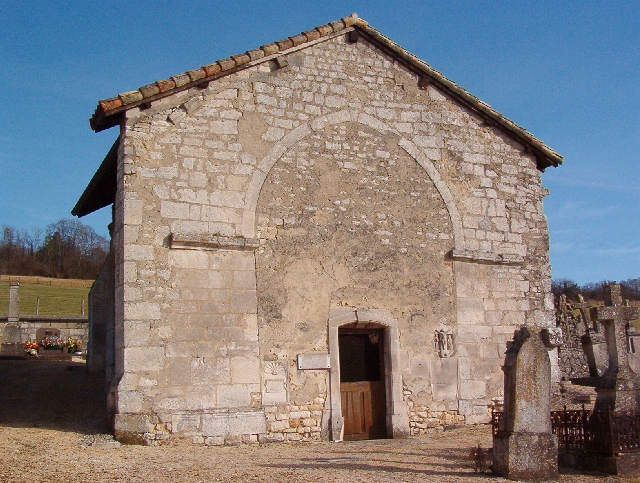
Chapelle du Vieux-Astre

- En Meurthe-et-Moselle : Grotte Sainte Reine à Pierre-la-Treiche[9], Dolmen de Bois-l'Évêque à Sexey-aux-Forges[10]; Porte de la Citadelle à Nancy[11]; Abbaye des Prémontrés de Pont-à-Mousson[12]
- Dans la Meuse : Chapelle du Vieux-Astre[13]
- Dans les Vosges : Église Saint-André d'Esley[14]

## Naissances
- 18 janvier :
  - à Frouard : Pierre Jacquinot, mort à Paris le 22 septembre 2002 (à 92 ans)[15], physicien français.
  - à Remiremont : Raymond Petit, mort le 1er janvier 1990 à Nancy, athlète français.
- 25 janvier à Montigny-lès-Metz : Charles Fosset dit Lolo, footballeur et entraîneur français, mort le 12 décembre 1989 à Jarny (Meurthe-et-Moselle).
- 2 février à Metz : Albert Rohrbacher, mort le 21 janvier 1976 dans cette même ville, footballeur français.
- 12 mars à Metz : Robert Folz, mort à Dijon en 1996[16], médiéviste français, spécialiste de l’époque carolingienne. Il est notamment l'auteur du Couronnement Impérial de Charlemagne.
- 16 mars à Metz : Friedrich Hunzinger (décédé en 1979), personnalité politique de Rhénanie. Il fut maire de Rüdesheim de 1948 à 1969.
- 25 mars à Viviers-le-Gras : André Garnier, mort le 17 juillet 1998 à Vittel (Vosges, homme politique français.
- 4 avril à Baccarat : Roger Janin, mort le 5 mai 1948 aux Mureaux, Yvelines, aviateur français, pilote militaire et pilote d'essai.
- 10 avril à Thionville : Paul Kreber (décédé à Immenstaad am Bodensee, 25 septembre 1989), fonctionnaire de police allemand, connu pour avoir sauvé des familles tsiganes persécutées pendant la Seconde Guerre mondiale.
- 23 avril à Saint-Dié-des-Vosges : Jean Stoetzel, mort le 21 février 1987 à Boulogne-Billancourt (Hauts-de-Seine), sociologue français spécialisé dans la théorie de l'opinion et la psychosociologie de la communication.
- 24 avril à Metz : Lucie Rivel, de son vrai nom Lucie Hartenstein épouse Meyer, artiste peintre française, morte le 15 février 1995 à Créteil (Val-de-Marne).
- 5 mai à Morhange :  Kurt Fett[17] (décédé en 1980), fils du général Albert Fett, officier supérieur allemand. Il participa à la Conférence de Paris pour l'organisation d'une Communauté européenne de défense en 1953.
- 14 mai à Plombières-les-Bains : André Bontems, mort le 3 mars 1988 à Saint-Dié (Vosges), évêque catholique français, évêque de Saint-Jean-de-Maurienne de 1960 à 1985, de Tarentaise de 1961 à 1985 puis archevêque de Chambéry, évêque de Maurienne et évêque de Tarentaise de 1966 à 1985.
- 15 juin à Metz : Walter Ulbrich[18] (décédé le 13 novembre 1991 à Unterpfaffenhofen), scénariste et producteur de films allemand. Il fut notamment scénariste du film  Unter den Brücken en 1944.
- 17 juin à Thionville : Maurice Schnebelen, décédé le 26 mars 1976 à Sierck-les-Bains, homme politique français.
- 24 juillet à Nancy : Roland Claude, Mort pour la France[19] le 14 juillet 1943 au large de la Sicile, militaire français, Compagnon de la Libération. Aviateur déjà expérimenté, il participe à la bataille de France en 1940 puis se rallie à la France libre. Opérant principalement au sein d'unités de la Royal Air Force, il est abattu au-dessus de la Méditerranée lors de l'invasion de la Sicile en 1943.
- 29 juillet à Blénod-lès-Pont-à-Mousson : André Decelle, mort le 6 octobre 2007 à Neuilly-sur-Seine[20],[21], personnalité française connue pour ses activités lors de la Résistance[22] — sous le pseudonyme Commandant Didier — pour être le co-concepteur du barrage de l'Aigle[23] et pour avoir été un dirigeant d'entreprises, en particulier directeur général d’EDF[24] de 1962 à 1967 et président d'Aéroports de Paris de 1971 à 1975.
- 6 août à Metz : Erich Schmidt (décédé à Radebeul le 8 juin 2005), organiste et chef de chœur allemand. Avec le Meißner Kantorei 1961, il a créé de nombreuses œuvres contemporaines en Allemagne de l'Est.
- 14 août à Nancy : Pierre Schaeffer, mort aux Milles, près d'Aix-en-Provence, le 19 août 1995[25], ingénieur, chercheur, théoricien, compositeur et écrivain français. Il a également été homme de radio, fondateur et directeur de nombreux services. Il est considéré comme le père de la musique concrète et de la musique électroacoustique.
- 2 septembre, Nancy : Madeleine Barbulée (Marie-Madeleine Eugénie Barbulée), morte le 1er janvier 2001 à Paris, actrice française.
- 21 septembre à Nancy : Jacques Lamy, mort le 21 mars 1980 à Toulouse, pianiste, compositeur et organiste concertiste français.
- 30 septembre à Forbach (Moselle) : Jean-Éric Bousch, mort le 6 avril 1999 à Forbach, homme politique français, animateur du mouvement gaulliste en Lorraine et défenseur de l'industrie charbonnière.
- 3 octobre à Saint-Dié-des-Vosges : Jean-Claude Bauer, fusillé par les nazis comme otage le 23 mai 1942 à la forteresse du Mont-Valérien, commune de Suresnes (Seine, Hauts-de-Seine), médecin résistant communiste de Saint-Ouen-sur-Seine (Seine-Saint-Denis), commune de la proche banlieue nord de Paris, où la rue du Docteur-Bauer et le stade Bauer portent son nom .
- 8 octobre à Nancy : Pierre Lévy-Corti, à l'état civil Pierre Émile Lévy-Corticchiato, producteur et scénariste français, mort le 22 août 1975 à Harfleur.
- 9 octobre à Montigny-lès-Metz : Johannes Mühlenkamp (décédé le 23 septembre 1986 à Goslar) est un officier supérieur allemand de la Seconde Guerre mondiale. Standartenführer de la Waffen-SS, il a reçu la très rare croix de chevalier de la croix de fer avec feuilles de chêne et a commandé la 5e Panzerdivision SS Wiking en 1944.
- 25 octobre à Sarreguemines : Henri Hiegel, mort le 23 décembre 2001 dans cette même ville, historien français, spécialisé dans l’histoire du département de la Moselle, plus spécifiquement de l’est mosellan et du Westrich, ainsi que des territoires lorrains, sarrois, palatins et alsaciens proches.
- 29 octobre à Damvillers : Paul Bernard, mort le 11 septembre 1993 à Saint-Bonnot[26],[27], résistant français de la Seconde Guerre mondiale. Il est aussi le cofondateur du Maquis Camille[28] avec son camarade de combat et ami[29] Jean Longhi.
- 30 novembre à Toul : Pierre Voisin, mort le 31 août 1987[30],  grand reporter français.
- 1 décembre à Sarreguemines : Karl Ullrich (décédé en 1996), officier supérieur allemand de la Seconde Guerre mondiale. Il a reçu la croix de chevalier de la croix de fer avec feuilles de chêne en mai 1944. Promu SS-Oberführer le 9 octobre 1944, Ullrich succède à Johannes Mühlenkamp à la tête de la 5e Panzerdivision SS Wiking
- 22 décembre à Nancy : Roger Berg, mort le 3 juin 1994 à Paris[31],[32], avocat et docteur en droit[33], journaliste, écrivain, chroniqueur[34], historien[35], juif français. Il crée en 1950 le Journal des communautés. Il en est le rédacteur en chef jusqu'en 1978. Il devient secrétaire général du Consistoire central en 1951[36].
- 30 décembre à Remiremont : Joseph Perrin, décédé le 8 octobre 1977 à Mulhouse[37], homme politique français.
- 31 décembre à Bar-le-Duc : René Dürrbach, peintre et sculpteur, mort le 30 juillet 1999 à Saint-Rémy-de-Provence.

## Décès
- 18 février à Lunéville : Camille Viox, homme politique français né le 30 juin 1833 à Lunéville.
- 25 juillet à Gorcy : Georges François Joseph Rolland, né le 23 janvier 1852 à Paris, géologue, explorateur et industriel français originaire de Lorraine.